# 澳洲绒毛鲨
澳洲绒毛鲨（学名：Cephaloscyllium laticeps）是澳大利亚南部特有的猫鲨科绒毛鲨属鲨鱼，主要栖息于深达220米的大陆架上，其体长约1米，身体粗壮，头部宽大，尾巴较短，第一背鳍比第二背鳍大得多，背部具有许多褐色或灰色斑块和斑点，因而易于辨别。
澳洲绒毛鲨为夜行性动物，且大多数个体一年当中都会停留在同一地区，以小型甲壳类、头足类和鱼类等动物为食。受到威胁时会迅速吸水，使身体膨胀变大。该种鲨鱼为卵生，雌性每隔20到30天产下一对有着明显褶皱的卵鞘。卵孵化需要11至12个月的时间。该种鲨鱼对人无害且商业价值低，不过有时会被流刺网或海底拖网兼捕，但由于其极强的适应能力，捕获后依然能够存活并被放生。国际自然保护联盟将该物种的保护状况列为无危。

## 命名

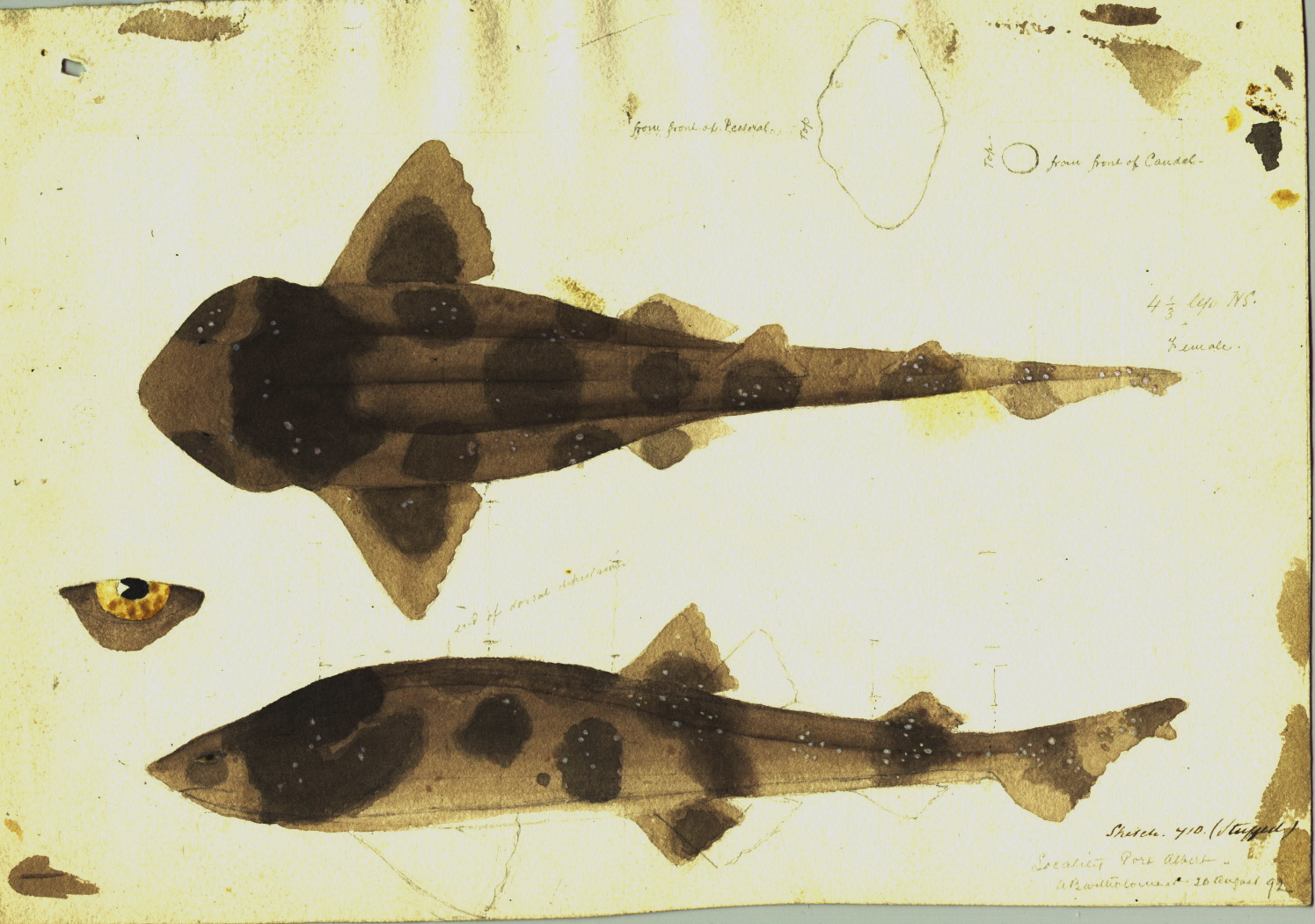
澳洲绒毛鲨的早期插图。

澳洲绒毛鲨由法国动物学家奥古斯特·迪梅里于1853年在科学期刊《动物学评论与杂志》（Revue et Magasin de Zoologie）上首次科学描述并命名，彼时称为，模式标本是一只捕获于塔斯马尼亚附近，长79厘米的雄性个体。 种加词源自拉丁语“latus”，意为“宽”，后缀“ceps”意为“头”。 澳洲绒毛鲨与新西兰的头绒毛鲨（Cephaloscyllium isabellum）这两种鲨鱼的卵鞘形态上有所不同，澳洲绒毛鲨的卵鞘有明显褶皱，而头绒毛鲨的卵鞘较光滑，除此之外两种鲨鱼的外形近乎相同。

## 外形
澳洲绒毛鲨身体粗壮圆润，尾柄处较细。头部占身体总长的五分之一以下，宽而略扁，吻部短而厚钝。鼻孔被短而呈三角形的皮瓣分成两个小的进出口，皮瓣不及嘴部。嘴部较大，嘴角无沟，牙齿众多且细小，有多个尖头，嘴部闭合时上排牙齿外露。大而椭圆的眼睛位于头部稍靠上表面的位置，眼下有未发育完全的瞬膜和脊线。
背部有两个背鳍，第一背鳍比第二背鳍大。第一背鳍起源于鳃盖前半部的腹鳍基部，而第二背鳍位于臀鳍上方。胸鳍大而宽，臀鳍比第二背鳍大。尾鳍短而宽，下叶不明显，上叶末端有明显的腹侧切口。皮肤厚实，覆盖着箭头状的钙化真皮小齿，幼鲨身上的皮齿较为稀疏。 背部和侧面呈浅灰色至棕色，具有不规则的、紧密排列的深色马鞍纹和斑点，从眼睛下方到胸鳍起点处有黑色条纹。鳍没有明显的浅色边缘，腹部为乳白色，鳍上有斑点。成年个体中间常有一条深色条纹。 目前已知的最长个体为1.5米，不过很少有超过1米的个体。

## 分布
澳洲绒毛鲨栖息在澳大利亚南部的大陆架上，从西澳大利亚州的勒谢什群岛到新南威尔士州的杰维斯湾，以及塔斯马尼亚州附近都有分布。该种鲨鱼通常出现在岩石礁或海藻床上，从近岸到220米的深度都有发现。

## 习性

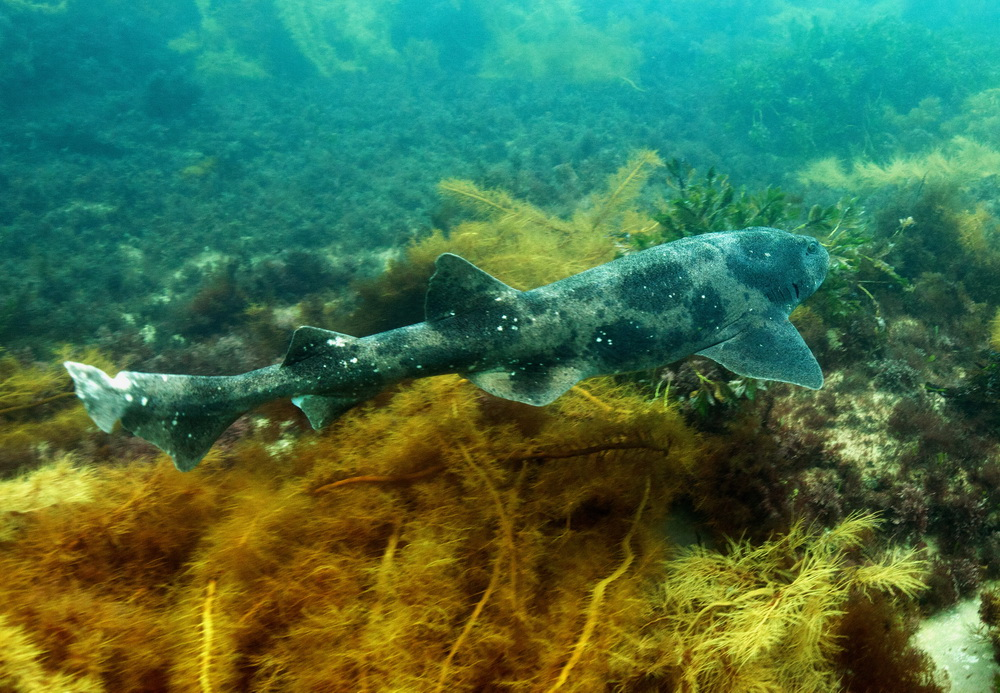
维多利亚州附近的澳洲绒毛鲨，该物种在其分布范围内数量丰富。

澳洲绒毛鲨是澳大利亚南部沿岸水域中最常见的猫鲨科物种之一，通常行动迟缓，夜间则活动较多。白天时，常单独或成群地岩架下或洞穴内休息。一项跟踪研究显示，有些个体可能连续数月保持活动，有些则会时而活动时而休息，休息时可达五天。大多数澳洲绒毛鲨通常整年都会留在栖息地里，经常光顾既定的觅食区或首选栖息地。也有少数鲨鱼曾被记录到可以活动300公里的距离。 这种极具耐性的鲨鱼可以在水外生存超过一天。
作为其生态系统中的顶级捕食者之一，澳洲绒毛鲨以甲壳类动物如螃蟹和龙虾，头足类动物如鱿鱼和章鱼，以及一些小型鱼类为食。即使是体型较大的猎物也往往会被整个吞食。一些个体长时间的休息可能与其消化有关。 像其它同属物种一样，该种鲨鱼能够迅速吸水使其身体膨胀，以防御天敌，例如扁头哈那鲨，以及一些大型海洋哺乳动物等。通过吸水膨胀，绒毛鲨可以将自己卡在岩石裂缝中，使自己难以被吞咽，或是仅仅威慑天敌。 已知海螺会捕食该种鲨鱼的卵。目前存在着澳洲绒毛鲨被寄生虫寄生的记录。

### 繁殖

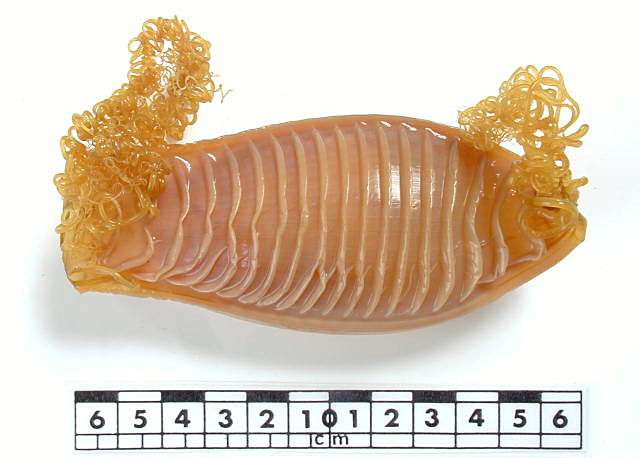
澳洲绒毛鲨卵鞘有着明显的横向褶皱。

澳洲绒毛鲨为卵生，雄鲨的牙齿比雌鲨更大，用于在交配时咬住雌鲨。 目前尚不清楚是否有特定的交配时节，但雄鲨全年都可进行繁殖。雌鲨有一个卵巢和两个输卵管，每次排卵时向输卵管各排放一个卵子，雌鲨可以储存精子至少15个月。雌鲨全年都能产卵，从一月到六月大约每20天产一对卵，其余时间每30天产一对。一对卵中的第二个卵会在第一个卵产下后12-24小时内产下。
淡色的瓶状卵鞘长约13厘米，横截面直径约5厘米，表面有19-27条横向褶皱。卵鞘的四个角有长长的卷须，可以让雌鲨将卵鞘附着在海底。 在圈养条件下，胚胎在两个月大时发育出外鳃，并一直保留到五个月大，此时开始出现色素沉着。六个月时，胚胎生长加速，卵黄囊开始萎缩，到九至十个月时完全消失。孵化通常发生在第十一至十二个月，新孵出的幼鲨体长约14厘米。雄鲨在体长71-87厘米时性成熟， 而雌性鲨鱼体长75-86厘米时性成熟。

## 人类影响
澳洲绒毛鲨对人类无害，商业价值较低，但在塔斯马尼亚的部分地区会将其制作为鲨鱼片进行销售。 澳洲绒毛鲨会进入捕捞器具并吃掉里面的动物，给当地的龙虾捕捞业带来麻烦。 每年该种鲨鱼会被澳大利亚东南部投放的流刺网和海底拖网中兼捕。 兼捕后会被放生，且由于适应能力强，放生后的死亡率很低。目前国际自然保护联盟将澳洲绒毛鲨列为无危物种。虽然有报告显示在1973年至1976年和1998年至2001年间澳洲绒毛鲨的捕获量有所下降，但实际为因捕捞习惯的改变而非实际种群减少造成的。 不过出于预防，塔斯马尼亚政府规定每人每天捕捞的鲨鱼数量不得超过两条，每艘船每天不得超过五条。